# Carole Hübscher
Carole Hübscher Clements (* 16. April 1967; heimatberechtigt in Thayngen) ist eine Schweizer Unternehmerin. Sie ist seit 2012 Geschäftsführerin des Genfer Farbstift- und Schreibwarenherstellers Caran d’Ache und leitet das Unternehmen in vierter Generation. Darüber hinaus hält sie Verwaltungsratsmandate bei der Mobiliar und dem Edelmetallspezialisten Cendres + Métaux. Hübscher ist verheiratet und hat drei Kinder.

## Laufbahn
Hübscher absolvierte die Hotelfachschule in Genf und arbeitete zunächst in einem Hotel. Um Auslandserfahrung zu sammeln, arbeitete sie darauf zwei Jahre lang für den Caran-d’Ache-Grossisten in den USA. Nach ihrer Rückkehr in die Schweiz begann sie in der internationalen Verkaufsabteilung von Caran d’Ache zu arbeiten.
1997 ging Hübscher erneut in die USA und studierte an der Harvard Business School. Über diese Ausbildung sagte sie 2012: «Es wurde sehr konkret gearbeitet. Regelmässig mussten wir von einem Tag auf den anderen Lösungen für spezifische Fälle erarbeiten. Es war sehr intensiv, sechs Tage pro Woche, aber mitreissend. Vor allem gab es Begegnungen mit Menschen aus der ganzen Welt, aus verschiedenen Branchen, oft ganz unterschiedlicher Art, mit vielfältigen Erfahrungen, von denen wir alle lernen konnten.»
Nach ihrer Rückkehr in die Schweiz war sie am Aufbau der Uhrenmarke von Calvin Klein beteiligt. Später arbeitete sie mehrere Jahre für das Schweizer Uhren-Unternehmen Swatch und leitete das internationale Marketing der Uhrenmarke Calvin Klein.
Seit 2002 sass Hübscher im Verwaltungsrat von Caran d’Ache, seit 2007 wurde sie durch ihren Vater auf die Übernahme der Leitung vorbereitet. Die Frage, ob es für eine Frau schwierig sei, sich als Nachfolgerin von drei Männern durchzusetzen, verneinte sie 2012 in einem Interview: «Als ich vor einigen Monaten zur Präsidentin des Verwaltungsrates ernannt wurde, habe ich von den Frauen im Unternehmen eine berührende Botschaft erhalten: Sie seien so stolz, eine von ihnen in der Geschäftsleitung zu sehen.» Hübscher engagiert sich nach eigenen Angaben in der Förderung von Frauen in der Wirtschaft, ist aber eine Gegnerin von Frauenquoten.